# Acacia kingii
Acacia kingii é uma espécie de leguminosa do gênero Acacia, pertencente à família Fabaceae.